# Alexandre Iddir
Alexandre Iddir, (* 21. února 1991 ve Villepinte, Francie) je francouzský zápasník–judu.

## Sportovní kariéra
Vyrůstal nedaleko Marseille ve Vitrolles, kde se od čtyř let věnoval judu pod vedením Bernarda Pugeta. Od roku 2009 žije v Paříži kam si ho trenéři stáhli do sportovního střediska mládeže (INSEP). Jeho současným klubem je FLAM 91, kde se připravuje pod vedením Baptisteho Leroye. Dříve spolupracoval s Christianem Chaumontem. V roce 2010 jeho sportovní kariéru přibrzdilo zranění zad v bederní oblasti, po kterém musel několik měsíců nosit speciální korzet. Ve francouzské seniorské reprezentaci se prosazuje od roku 2012 ve střední váze. V roce 2016 se kvalifikoval na olympijské hry v Riu. Jeho cestu pavoukem zastavil ve čtvrtfinále Japonec Mašú Bejkr, který ho po dvou minutách boje podrazil na zem technikou ko-soto-gari a nasadil osae-komi. V opravách neuspěl a obsadil 7. místo.
Alexandre Iddir je pravoruký judista, jeho osobním technikou je seoi-nage a sode-curikomi-goši po vzoru legendárního Tošihika Kogy. Má jedno z nejkrásnějsích seoi-nage na současné judistické scéně.

### Vítězství
- 2012 - 1x světový pohár (Řím)
- 2014 - 1x světový pohár (Taškent)

## Výsledky
| Olympijské hry     |     |    |   | — |     |     |     | 7. |   |     |     |     |    |  |  |  |  |  |  |  |  |  |  |  |  |
| Mistrovství světa  | —   | —  | — |   | —   | úč. | úč. |    | — | úč. | úč. |     |    |  |  |  |  |  |  |  |  |  |  |  |  |
| Evropské hry       |     |    |   |   |     |     | úč. |    |   |     | —   |     |    |  |  |  |  |  |  |  |  |  |  |  |  |
| Mistrovství Evropy | —   | —  | — | — | úč. | 3.  | úč. | 5. | — | —   | —   | úč. | 3. |  |  |  |  |  |  |  |  |  |  |  |  |
| ME do 23 let       | —   | —  | — | — | 3.  |     |     |    |   |     |     |     |    |  |  |  |  |  |  |  |  |  |  |  |  |
| MS juniorů         | úč. | 7. |   |   |     |     |     |    |   |     |     |     |    |  |  |  |  |  |  |  |  |  |  |  |  |
| ME juniorů         | úč. | 5. |   |   |     |     |     |    |   |     |     |     |    |  |  |  |  |  |  |  |  |  |  |  |  |